# Stolzmanns gors
Stolzmanns gors (Rhynchospiza stolzmanni) is een vogelsoort uit de familie Amerikaanse gorzen (Passerellidae).

## Verspreiding en leefgebied
Deze soort komt voor in Ecuador en Peru.